# Бондарев, Виталий Евгеньевич
Виталий Евгеньевич Бондарев (укр. Віталій Євгенович Бондарев; род. 28 января 1960 в Харькове, УССР, СССР) — украинский актёр, режиссёр, театральный деятель. Заслуженный артист Украины. Соучредитель Международного театрального фестиваля малых форм «Театроник». Актёр театра «Новая сцена», Актёр Харьковского театра для детей и юношества, Актёр театра французской комедии «Дель Пьеро».

## Биография
Родился 28 января 1960 года в городе Харьков. В 1986 году закончил Харьковский политехнический институт по специальности «промышленная электроника». Во время учёбы играл в народном студенческом театре «Политехник» под управлением заслуженного артиста Украины — Валентины Михайловны Сухаревой и артиста Владимира Давидовича Розена. Поработав наладчиком станков с ЧПУ, преподавателем, приходит понимание, что его призвание — сцена. В 1988 году поступает в Харьковский национальный университет искусств имени И. П. Котляревского на специальность «Артист театра кукол». Мастер курса — Инна Петровна Кагановская. Параллельно с учёбой уже в 1991 году оказывается на сцене Харьковского театра юного зрителя.
В 1995 году по приглашению Александра Барсегяна перешёл в театр русской драмы. Проработав там один сезон, начинает сотрудничать с еврейским камерным театром «Унзер винкл» под руководством народного артиста Украины Феликса Чемеровского.
С 2008 года является бессменным художественным руководитель театра «Ланжерон». Является соучредителем Международного театрального фестиваля малых форм «Театроник» (2011).

## Творчество

### Роли в спектаклях «Новой сцены»
- «Отражения» — Макс;
- «Любовью не шутят» — Блазиус;
- «Пум-па-па» — Дмитрий Иванович;
- «Облом off» — Захар;
- «Как важно быть серьёзным» — Каноник Чезюбл;
- «Чёрное молоко» — Мишаня;
- «Яблочный вор» — Петя Еловецкий;
- «Чёрное молоко» — Пьяный мужик;
- «Как-нибудь выкрутимся» — Робер;
- «Пленные духи» — Дмитрий Иванович[2].

### Роли в спектакляхХТДЮ
- 1991 — «Следствие ведут колобки» (реж: Марк Энтин). Роль — Мороженщик;
- 1991 — «20 минут с Ангелом» (реж: Владимир Антонов. Роль — Хомутов;
- «Рони — дочь разбойника» (реж: Юрий Погрибищенко. Роль — Бирк;
- «Принц и нищий» (реж: Юрий Погрибищенко. Роль — Принц;
- «Лисова Писня» (реж: Александр Беляцкий. Роль — Лукаш;
- «Каштанка и Слон» (реж: Самохлеб. Роль — Иван Иванович;
- 1993 — «12 месяцев» (Художник — Григорий Батий, Композитор — Валентин Иванов, реж: Владимир Антонов). Роль — Профессор;
- «Подвал» (реж: Александр Беляцкий).

## Награды
- 2010 — Заслуженный артист Украины.[1]
- 2003 — Обладатель Гран-при Международного фестиваля моноспектаклей «Відлуння» за роль в спектакле по произведению Эфраима Севелы «Моня Цацкес — знаменосец».[6]
- Моноспектакль «Тэза с нашего двора» (театр «Ланжерон»)[5], поставленный по одноимённой повести Александра Каневского на VI Международном фестивале-конкурсе национальных театров «Москва — город мира» получил звание Лауреата в номинации профессиональных театров «За создание галереи образов».
- Победитель в номинации «Лучший созданный образ» VIII Московского международного фестиваля камерных театров и спектаклей малых форм «Славянский венец».